# Dampierre-lès-Conflans
Dampierre-lès-Conflans é uma comuna francesa na região administrativa de Borgonha-Franco-Condado, no departamento de Alto Sona. Estende-se por uma área de 10,37 km². Em 2010 a comuna tinha 263 habitantes (densidade: 25,4 hab./km²).